# (466831) 2015 BT212
(466831) 2015 BT212 es un asteroide perteneciente al cinturón de asteroides, descubierto el 4 de noviembre de 2004 por el equipo Spacewatch desde el Observatorio Nacional de Kitt Peak (Arizona, Estados Unidos).